# کامپیوتاسنتر
کامپیوتاسنتر (انگلیسی: Computacenter) شرکت فناوری اطلاعات بریتانیایی است، که در سال ۱۹۸۱ توسط فیلیپ هولم و پیتر اوگدن تأسیس شد.